# Port lotniczy Gibraltar
Port lotniczy Gibraltar (Gibraltar Airport) – port lotniczy położony 0,5 km na północ od centrum Gibraltaru, przy granicy z Hiszpanią. W poprzek pasa przebiega ulica (trasa prowadząca z centrum miasta do przejścia granicznego z Hiszpanią), która jest zamykana na około 10 minut podczas każdego startu i lądowania samolotu. Port lotniczy obsługuje Gibraltar oraz aglomerację wokół Zatoki Gibraltarskiej, czyli Campo de Gibraltar, m.in. hiszpańskie miasta Algeciras i La Línea (położoną po drugiej stronie lotniska). W 2017 roku obsłużył 571 184 pasażerów. Po drugiej stronie zatoki znajduje się Heliport Algeciras.

## Historia
Pierwsze próby startów samolotów wojskowych z toru wyścigów konnych w zaanektowanej przez Brytyjczyków strefie neutralnej przy granicy z Hiszpanią, określanej jako North Front, miały miejsce podczas I wojny światowej. W 1931 roku władze zezwoliły na prowadzenie z toru wyścigowego lotów pasażerskich między Gibraltarem a Tangerem przez Gibraltar Airways Ltd, lecz linia lotnicza zbankrutowała po trzech miesiącach. W marcu 1936 roku urządzono tam prowizoryczne lotnisko wojskowe, lecz do końca lat 30. nie było rozbudowywane z uwagi na chęć niepogarszania stosunków z Hiszpanią. Dopiero po wybuchu II wojny światowej Gibraltar zyskał znaczenie jako baza lotnictwa brytyjskiego, przede wszystkim samolotów zwalczających niemieckie okręty podwodne oraz eskortujących konwoje morskie, i w 1940 roku ukończono na lotnisku krótki pas startowy. Dopiero w grudniu 1941 roku rozpoczęto pracę nad rozbudową lotniska, po tym, jak uznano, że może ono stanowić punkt tranzytowy w transporcie wojskowym na Bliski Wschód. Zdecydowano o budowie pasa o długości 1417 m i szerokości 137 m, co wymagało nadbudowania pasa o przynajmniej 500 m w głąb Zatoki Gibraltarskiej, w kierunku na zachód. Do budowy w morzu wykorzystywano surowiec odstrzeliwany ze skały oraz uzyskiwany przy drążeniu tuneli. Zlikwidowano przy tym stary tor wyścigowy i zabudowania stoczni Blands. Pas nowego lotniska przecinał jedyną drogą łączącą półwysep z kontynentem (Drogę Hiszpańską). W styczniu 1942 roku ukończono pas długości 900 m, w kwietniu 1052 m (1155 jardów). Do listopada 1942 roku długość sięgnęła planowanych 1417 m (1550 jardów), po czym w lipcu 1943 roku jeszcze wydłużono ją do 1646 m (1800 jardów). Z uwagi jednak na charakterystykę terenu i trudne warunki powodowane przez wiatr, dochodziło tam też do wypadków lotniczych, z których najbardziej znanym stała się katastrofa 4 lipca 1943 roku, w której zginął Naczelny Wódz Polskich Sił Zbrojnych generał Władysław Sikorski.
Po wojnie lotnisko służyło do celów wojskowych, jako baza RAF North Front, jak i cywilnych. Przedłużono jeszcze pas na zachód o dalsze 183 m (200 jardów). Cały czas w poprzek lotniska prowadziła jedyna droga z Hiszpanii do Gibraltaru, na której zamykano ruch kołowy podczas operacji lotniczych. Między 1969 a 1985 rokiem brak było jednak ruchu kołowego z uwagi na zamknięcie granicy przez Hiszpanię. W 1976 roku przeprowadzono wymianę nawierzchni lotniska.
Z powodu sporu terytorialnego Hiszpanii z Wielką Brytanią o przynależność Gibraltaru i strefy neutralnej, na której zbudowane zostało lotnisko, operacje lotnicze na lotnisku napotykały na szereg ograniczeń. W styczniu 1966 roku Hiszpania wprowadziła zakaz lotów samolotów państw należących do NATO do Gibraltaru nad swoim terytorium. Wymagało to wykonania podejścia po łuku od południa przy lądowaniu z kierunku zachodniego, natomiast lądowanie wspierane przez system ILS możliwe było jedynie przy prostym podejściu od zachodu. W praktyce Hiszpania zabraniała lotów samolotów cywilnych innych niż brytyjskie. Dopiero 18 września 2006 roku podpisano trójstronne porozumienie brytyjsko-hiszpańsko-gibraltarskie umożliwiające loty do Gibraltaru samolotów cywilnych z Hiszpanii i innych państw, przy zachowaniu restrykcji dla samolotów wojskowych.
31 marca 2023 roku otwarto tunel Kingsway pod płytą lotniska, eliminując tym samym ruch samochodów przez dotychczasową drogę po lotnisku.
Z uwagi na trudne warunki do lądowania powodowane przez silne wiatry wiejące wokół skały Gibraltaru, lotnisko zostało określone w programie Most Extreme Airports amerykańskiego kanału History Channel jako piąte najbardziej ekstremalne lotnisko na świecie.

## Linie lotnicze i połączenia
| Linia Lotnicza  | Kierunek                                   |
| --------------- | ------------------------------------------ |
| British Airways | 1. Londyn-Heathrow                         |
| EasyJet         | 1. Bristol 2. Londyn-Gatwick 3. Manchester |